# 伊藤亜聖
伊藤 亜聖（いとう あせい、1984年- ）は、日本の経済学者、東京大学社会科学研究所准教授。

## 人物・来歴
東京都生まれ。慶應義塾大学経済学部卒、同大学院博士課程満期退学。2014年「『世界の工場=中国』時代の産業集積 :2000年代の労働集約的産業に注目して」で経済学博士。2012年東京大学社会科学研究所特任助教、2015年講師、2017年准教授。2015年『現代中国の産業集積』で大平正芳記念賞、日本ベンチャー学会清成忠男賞受賞。2021年『デジタル化する新興国』で第22回読売・吉野作造賞受賞。
本人曰く、1985年に刊行された渡辺利夫の著書『成長のアジア 停滞のアジア』の文庫版を学生時代に読み、アジアの多面性を教わった。

## 著書
- 『現代中国の産業集積 「世界の工場」とボトムアップ型経済発展』名古屋大学出版会、2015.12
- 『デジタル化する新興国 先進国を超えるか、監視社会の到来か』中公新書、2020.10

### 共編著
- 『社会人のための現代中国講義 東大塾』高原明生、丸川知雄共編、東京大学出版会、2014.11
- 『現代アジア経済論「アジアの世紀」を学ぶ』有斐閣ブックス 遠藤環、大泉啓一郎、後藤健太共編、2018.3
- 『中国S級B級論 発展途上と最先端が混在する国』高口康太編著、水彩画、山谷剛史、田中信彦共著、さくら舎、2019.5
- 『飛躍するアフリカ! イノベーションとスタートアップの最新動向』高崎早和香共編著、日本貿易振興機構、2020.4
- 『プロトタイプシティ 深圳と世界的イノベーション』高須正和、高口康太、澤田翔、藤岡淳一、山形浩生共著、KADOKAWA、2020.7

### 翻訳
- 蔡昉『現代中国経済入門 人口ボーナスから改革ボーナスへ』丸川知雄監訳・解説、藤井大輔、三竝康平共訳、東京大学出版会、2019.12
- 張孝栄、孫怡、陳曄『中国ユニコーン列伝 シェアリングエコノミーの盛衰』高口康太共監訳、古川智子訳、科学出版社東京、2020.10

## 論文
- 伊藤亜聖